# Feliniopsis securifera
Feliniopsis securifera là một loài bướm đêm trong họ Noctuidae.